# Памятник комсомольцам (Севастополь)
Памятник «Мужеству, стойкости, верности комсомольской» — памятник в Ленинском районе Севастополя на улице Ленина, в Сквере Ленинского комсомола. Посвящен комсомольцам города — участникам боев за Севастополь в 1941-1942 годах, а также тем, кто восстанавливали разрушенный город в послевоенные годы. Открыт 29 октября 1963 по проекту скульптора С. А. Чижа и архитектора Фомина. Создан на средства комсомольцев города.

## Описание
Памятник представляет собой трёхфигурную композицию, выполненную из органического стекла, тонированного под бронзу. Её центром является фигура солдата с винтовкой в руках, с накинутой на плечи плащ-палаткой, слева от него — девушка-санитарка с медицинской сумкой через плечо, впереди — фигура раненого матроса со связкой гранат.
Фигуры расположены на небольшом пьедестале, постамент создан в виде усеченной пирамиды из диорита на многоступенчатой основе. На постаменте памятника написаны слова на русском языке: «Мужеству, стойкости, верности комсомольской». Общая высота памятника 7,9 метров, высота скульптуры — 3,2 метра.
У подножия памятника была помещена капсула с посланием комсомольцев 1960-х годов комсомольцам 1990-х годов. Она была раскрыта 5 мая 1995 года. В том же году заложили новую капсулу. Ее вскрыли 29 октября 2017 года, во время мероприятия также заложили послание комсосольцам и молодёжи в 2067 год.